# 1Password
1Password는 AgileBits사가 개발한 암호 관리자의 하나이다. 사용자들이 다양한 암호, 소프트웨어 라이선스, 기타 민감한 정보를 PBKDF2로 보호되는 마스터 암호로 잠긴 가상 금고 안에 저장할 수 있는 장소를 제공한다. OS X, 윈도우, iOS, 안드로이드용 패스워드 관리 애플리케이션이다. 공식 스토어와 맥 앱스토어를 통해 판매한다. 아이클라우드와 드롭박스를 통한 기기간 동기화 기능도 제공한다.

## 암호 파일 동기화
1Password는 로컬 위치에 암호 파일을 저장할 수 있으며 원격 서버와는 동기화하지 않는다. 또, 파일들은 드롭박스 (모든 플랫폼), 로컬 와이파이, 아이클라우드 (로컬 와이파이 및 아이클라우드 동기화는 맥, iOS에서만 이용 가능하다)를 통해 동기화할 수 있다.

## 같이 보기
- 비밀번호 관리자
- 암호학